# Acanthoderes hondurae
Acanthoderes hondurae là một loài bọ cánh cứng trong họ Cerambycidae.